# Jean-Claude Petit
Jean-Claude Petit (Vaires-sur-Marne, 14 november 1943) is een Franse componist, die zich vooral onderscheidde als schrijver van chansons, arrangeur en filmcomponist.

## Carrière
Petit studeerde aan het Collège National Superieur de la Musique in Parijs en werd daar met eerste prijzen onderscheiden in harmonieleer, fuge en contrapunt. Tijdens zijn studie begeleidde hij Amerikaanse sterren in de Parijse nachtclubs, waaronder Dexter Gordon, Johnny Griffin en Kenny Clarke.
Sinds 1970 bood Petit drie popjazz-albums aan onder zijn eigen naam. Daarnaast werkte hij voor Julien Clerc, Serge Lama, Sheila, Claude François, Mink DeVille (Le Chat Bleu), Joan Baez, Michel Sardou, Alain Souchon, Sylvie Vartan, Jairo, Mortimer Shuman en Gilbert Bécaud. Als arrangeur en pianist ondersteunde hij Philip Catherine bij diens album Babel (1980).
Petit schreef bovendien muziek voor theaterstukken van Robert Hossein, Victor Haïm en talrijke andere successen. Sinds 1982 componeerde hij filmmuziek voor onder andere Cyrano de Bergerac, The Playboys en Jean de Florette. Daarnaast schreef hij de twee opera's Sans Famille (Nice, 2007) en Colomba (Marseille, 2014).

## Filmografie (selectie)
- 1984: Tranches de vie
- 1984: L'Addition
- 1986: Jean de Florette
- 1986: Manon des sources
- 1987: L’Île
- 1989: The Return of the Musketeers
- 1990: Cyrano de Bergerac
- 1990: Uranus
- 1991: Mayrig
- 1992: The Playboys
- 1995: Le Hussard sur le toit
- 1996: Désiré
- 1996: Beaumarchais, l’insolent
- 2000: Lumumba
- 2000: Les Misérables
- 2002: Aime ton père
- 2009: Visage

- Bibsys: 4024554
- Biblioteca Nacional de España: XX1266594
- Bibliothèque nationale de France: cb13898417k (data)
- Catàleg d'autoritats de noms i títols de Catalunya: 981058526572306706
- Gemeinsame Normdatei: 131412647
- International Standard Name Identifier: 0000 0001 1456 2627
- Library of Congress Control Number: no97050063
- MusicBrainz: 3058b22d-8928-428b-a830-bc5ecb4e96f7
- Nationale Bibliotheek van Polen: a0000001272275
- Réseau des bibliothèques de Suisse occidentale: 02-A012313431
- Système universitaire de documentation: 061097284
- Virtual International Authority File: 120708069